# Rospigliani
Rospigliani település Franciaországban, Haute-Corse megyében. Lakosainak száma 70 fő (2022. január 1.). Rospigliani Altiani, Noceta és Vezzani községekkel határos.

## Népesség
A település népessége az elmúlt években az alábbi módon változott:
| Lakosok száma | 121  | 72   | 62   | 81   | 82   | 76   | 71   | 69   | 69   | 70   |
|               | 1968 | 1982 | 1990 | 2006 | 2013 | 2015 | 2017 | 2019 | 2020 | 2022 |